# Carl Frederick Pechüle
Carl Frederick Pechüle  (Kopenhagen, 8. lipnja 1843. – Kopenhagen, 28. svibnja 1914.), danski astronom
Od 1870. do 1875. radio je kao promatrač u Hamburškoj zvjezdarnici. Od 1888. radi u Kopenhagenskom opservatoriju. Otkrio je dva objekta iz Novoga općeg kataloga i tri iz Indeksnog kataloga.

## Vanjske poveznice
- Carl Frederick Pechüle na stranicama Wolfganga Steinickea
- Radovi C. F. Pechülea na Astrophysics Data Systemu
- E. Strömgren: Osmrtnica u Astronomische Nachrichten, Bd. 198 (1914.), str. 407.